# 中共广西省工委黄姚旧址
中共广西省工委黄姚旧址，位于中国广西壮族自治区昭平县黄姚镇，为一个省级文物保护单位，类型为革命遗址及革命纪念建筑物，为第四批广西壮族自治区文物保护单位，公布时间为1994年7月8日。
中共广西省工委黄姚旧址的历史年代为1945。